# Relações entre Nova Zelândia e Vietnã
As relações entre a Nova Zelândia e o Vietnã referem-se às relações bilaterais entre os países. A Nova Zelândia tem uma embaixada em Hanói e um consulado geral na Cidade de Ho Chi Minh. O Vietnã tem uma embaixada em Wellington.

## História
Os laços diplomáticos foram estabelecidos em 1975, com a Nova Zelândia sendo uma das primeiras nações a estabelecer relações diplomáticas com o Vietnã recém-unificado. A Nova Zelândia e o Vietnã estabeleceram um acordo de Parceria Abrangente em 2008. Desde então, houve um crescimento nos intercâmbios políticos, no comércio bilateral e nos vínculos educacionais. As duas nações comemoraram seu 40º aniversário de relações diplomáticas em 2015. Os voos diretos entre as duas nações começaram em 2016.

### Guerra do Vietnã e suas consequências
A Nova Zelândia participou da Guerra do Vietnã. O país enviou 3.000 militares e civis.

## Visitas oficiais
Em 2013, o ministro da Defesa do Vietnã, Phung Quang Thanh, viajou para a Nova Zelândia e se reuniu com o ministro da Defesa, Jonathan Coleman, e com o ministro das Relações Exteriores, Murray McCully. Em novembro de 2016, o vice-primeiro-ministro Pham Binh Minh visitou a Nova Zelândia e se reuniu com Murray McCully, bem como com o primeiro-ministro Bill English. Em maio de 2017, o ministro do Comércio da Nova Zelândia, Todd McClay, visitou o Vietnã e se reuniu com o primeiro-ministro Nguyen Xuan Phuc e o ministro da Indústria e Comércio, Tran Tuan Anh.

## Comércio
Em novembro de 2015, o Vietnã era o mercado de exportação de crescimento mais rápido da Nova Zelândia e seu 19º maior mercado de exportação; isso levou a acordos sobre aviação, saúde e educação entre as duas nações. No início daquele ano, ambos os países estabeleceram uma meta para dobrar o comércio entre eles, já que estavam determinados a assinar a Parceria Transpacífica, mesmo em meio a críticas.

## Migração
Em 2005, a Nova Zelândia tinha uma comunidade vietnamita relativamente pequena, com cerca de 6.000 pessoas, que consistia em refugiados e suas famílias, migrantes econômicos e estudantes.
O texto "Boat People" from Vietnam (1979) expressou preocupação com a situação dos boat people.

## Representantes diplomáticos

### Embaixadores vietnamitas na Nova Zelândia

#### Embaixadores do Vietnã do Sul na Nova Zelândia
- Trần Văn Lắm (1962-1964, residente em Camberra)
- Nguyễn Văn Hiếu (1964-1966, residente em Camberra)
- Trần Kim Phượng (1967-1970, residente em Camberra)
- Nghiêm Mỹ (1969-1972, encarregado de negócios, residente em Wellington)
- Đoàn Bá Cang (1972-1974, o primeiro embaixador residente)
- Nguyễn Hoàn (1974-1975, até a Queda de Saigon)